# Oumiak
Un oumiak (ou umiak ou umiaq ou umiac ou angyak) est un type d'embarcation traditionnelle des populations arctiques, béringiennes et groëlandaises (inuit, yupik d'Amérique du nord et de Sibérie). Le oumiak est un bateau ouvert pouvant accueilir un équipage d'environ 8 à 10 personnes. Il est propulsé grâces à des pagaies. Sa fabrication traditionnelle repose sur une armature en os de baleine ou en bois qui est recouverte de peau.
L'oumiak est probablement une embarcation antérieure au kayak. Il est le bateau utilisé par les communautés pour migrer, transporter des charges importantes, chasser et pêcher.

## Description
L'oumiak est une embarcation utilisée par les populations inuites et yupiks de l'Amérique du nord ou de Sibérie). Pouvant accueillir jusqu'à une vingtaine de personnes et très polyvalent, l'oumiak est le bateau principalement utilisé par les communautés du grand nord.
L'oumiak est une embarcation ouverte,. La propulsion est assurée grâce à des pagaies. Occasionnellement, un mât et une voile peuvent être montés, permettant d'utiliser le vent.

## Histoire
L'oumiak est une embarcation ancestrale des populations arctiques. Elle est vraisemblablement antérieure au kayak,.

## Usages

### Maritime
L'oumiak est l'embarcation principale des populations inuit et yupik. Il est utilisé lors de multiples activités quotidiennes maritimes mais également terrestres. L'importance des oumiaks leur a conféré un rôle symbolique fort : l'embarcation est ainsi associée à des pratiques culturelles et cultuelles spécifiques.
Le premier rôle de l'oumiak est de pouvoir assurer le transport maritimes, notamment lors des migrations des communautés entre différents campements et villages. Il est ainsi adapté à la navigation, le transport de charges relativement lourdes et la vie d'un petit groupe de personnes.

Oumiaks transportant des personnes et des biens.
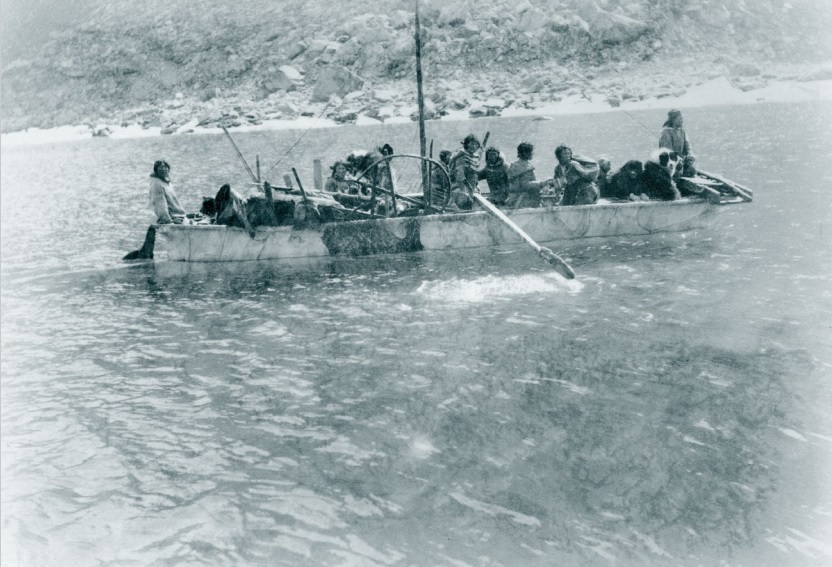
Oumiak utilisé pour du transport (baie Wakeham, 1897).
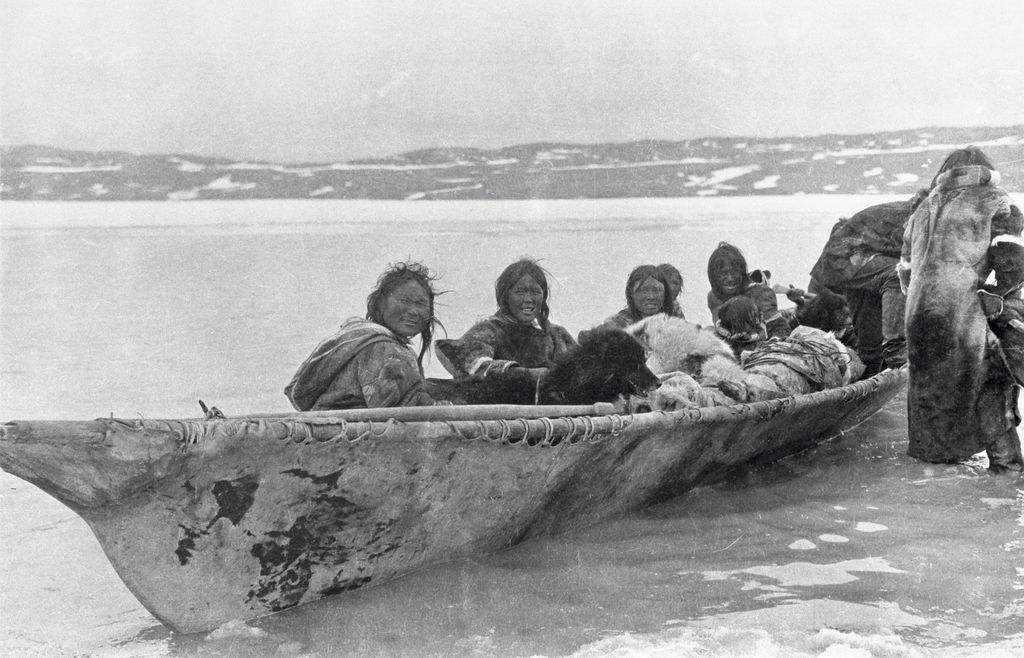
Oumiak s'apprêtant à partir pour transporter des personnes et leurs bagages (Port Epworth, 1915).
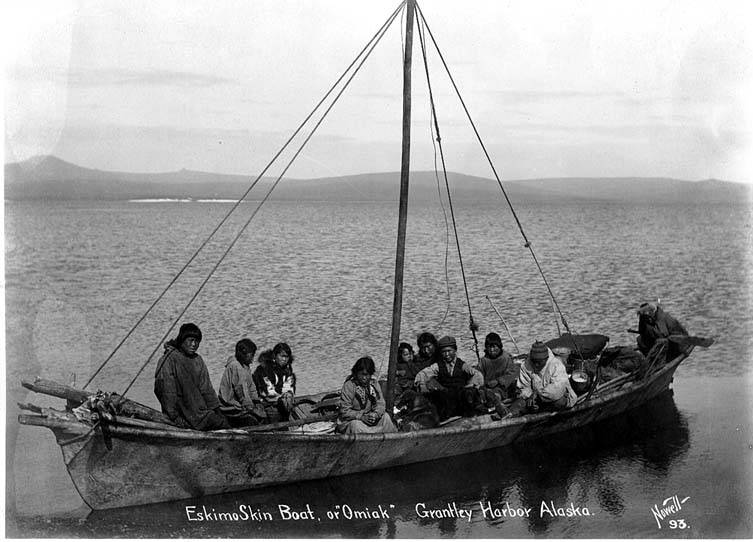
Oumiak au niveau de la berge transportant des eskimos alaskiens (Grantley Harbor, environ 1904).

L'oumiak est également une embarcation employée pour la chasse (notamment la baleine) et la pêche.

Oumiaks utilisés lors de chasses ou de pêches.
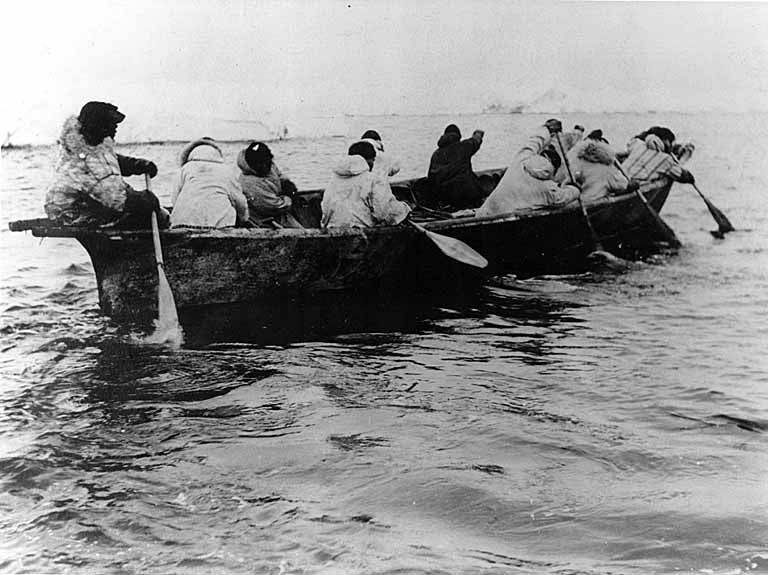
Oumiak utilisé lors d'une chasse à la baleine (Cap Prince-de-Galles, entre 1901 et 1906). Les hommes pagaient afin d'assurer la propulsion du bateau.
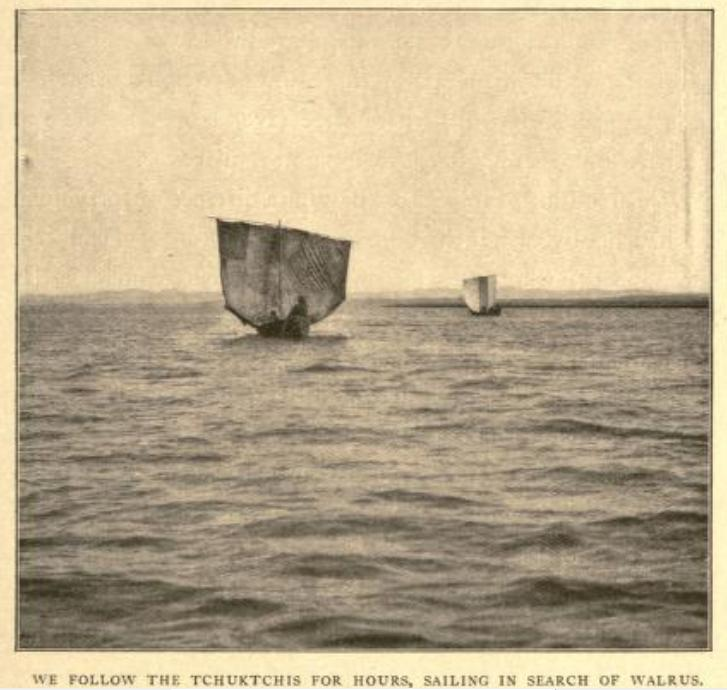
Oumiak lors d'une chasse au morse (golfe d'Anadyr, 1909). La propulsion est assurée par une voile.

### Terrestre
Sur terre, les oumiaks peuvent servir d'habitation. Ils sont posés la tranche perpendiculairement au sol et peuvent ainsi servir de pan solide à l'abri.

Oumiaks en configuration d'habitat terrestre.
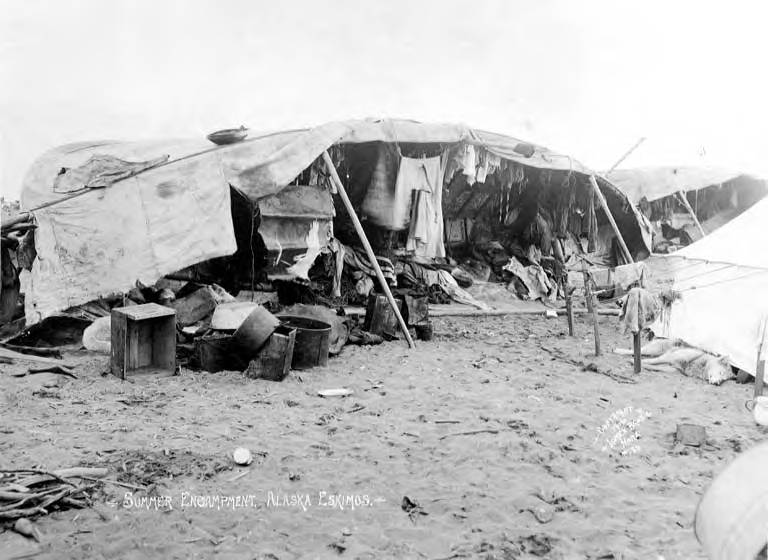
Oumiak avec les affaires d'une famille (Nome, 1906).
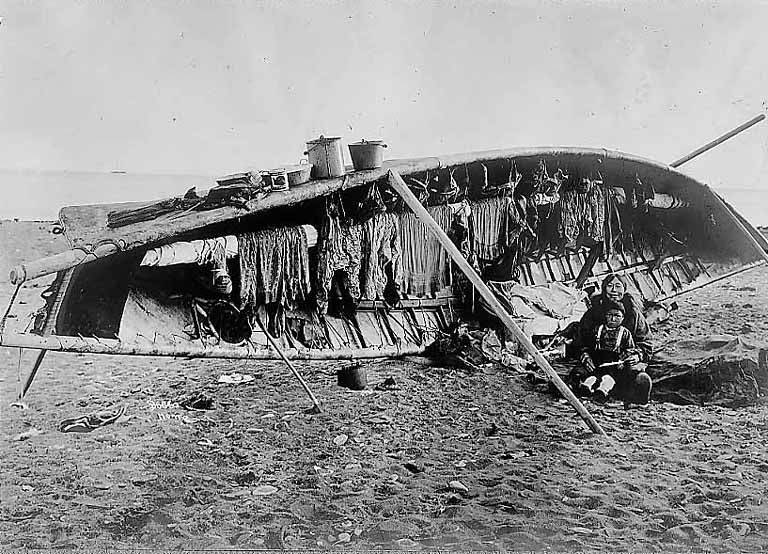
Femme et son enfant assis devant un oumiak (Alaska, environ 1906).
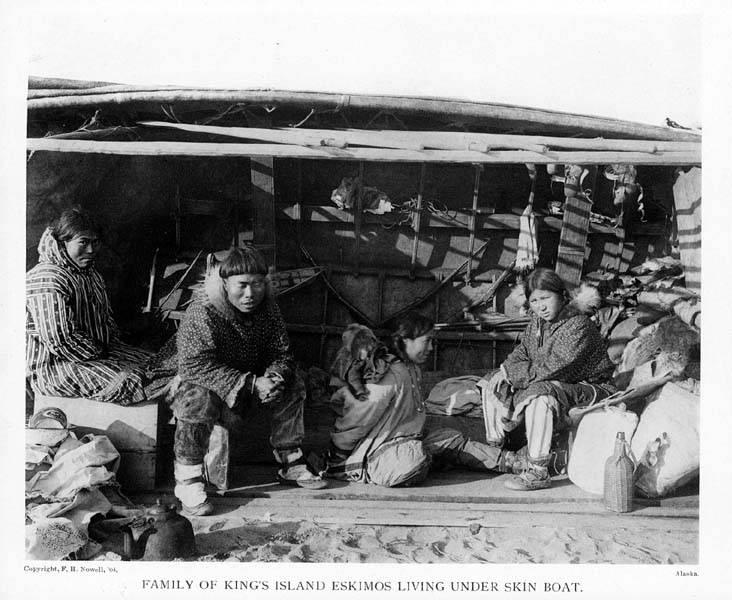
Famille assise à l'abri d'un oumiak (Alaska, environ 1904).

### Culturel et cultuel
Pour les populations du Nord, l'oumiak dispose d'un pouvoir symbolique important. Il représente ainsi le statut d'une personne, de sa famille ou de son groupe au sein d'une communauté.

## Structure et fabrication
L'oumiak est constitué d'une armature en bois ou en os de baleine assemblée à l'aide lanières de cuir. Des peaux de phoque ou de morse sont tendues sur la charpente afin de rendre l'embarcation imperméable.

Armatures d'oumiaks.
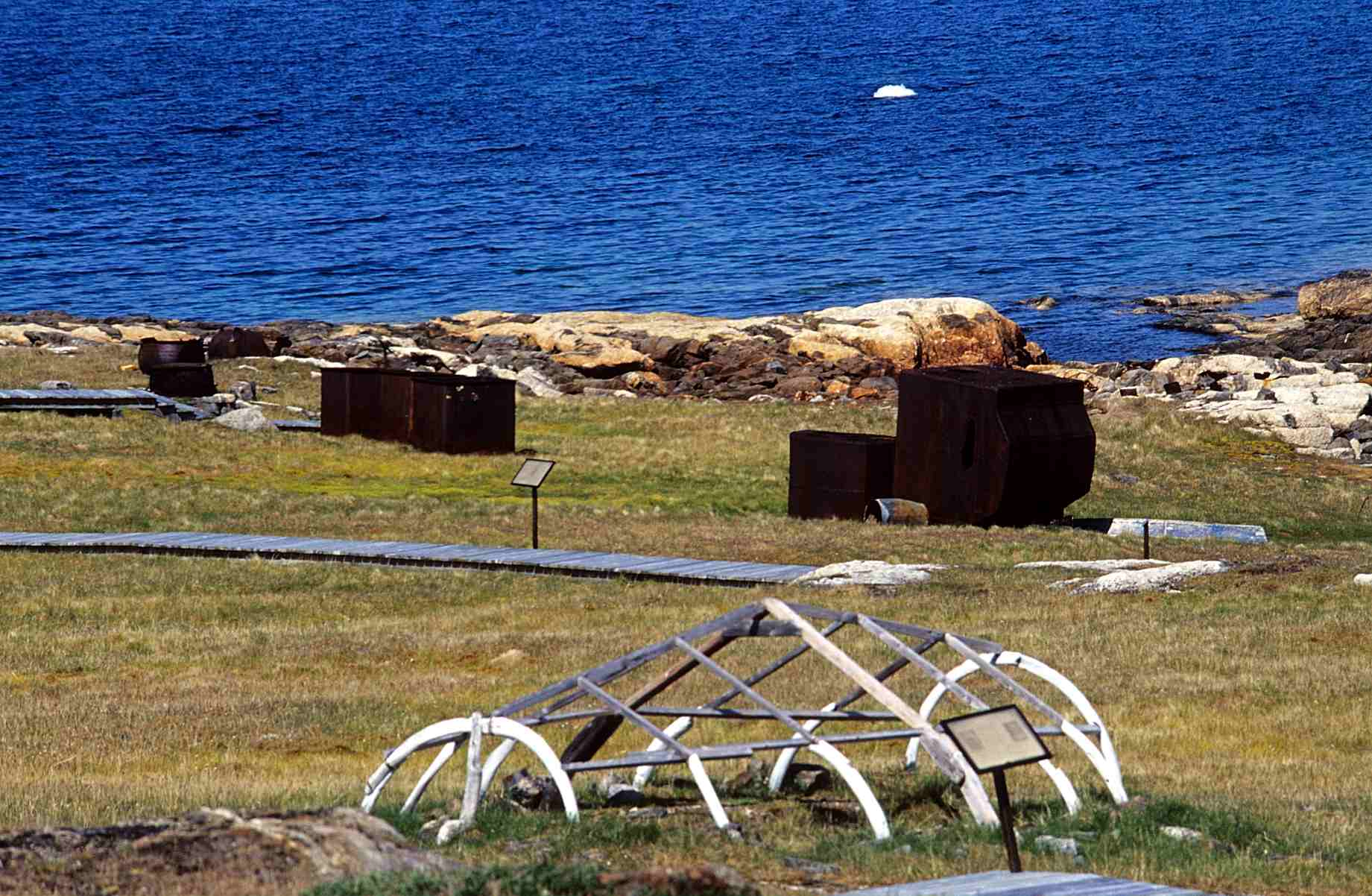
Armature d'un oumiak en os de baleine.
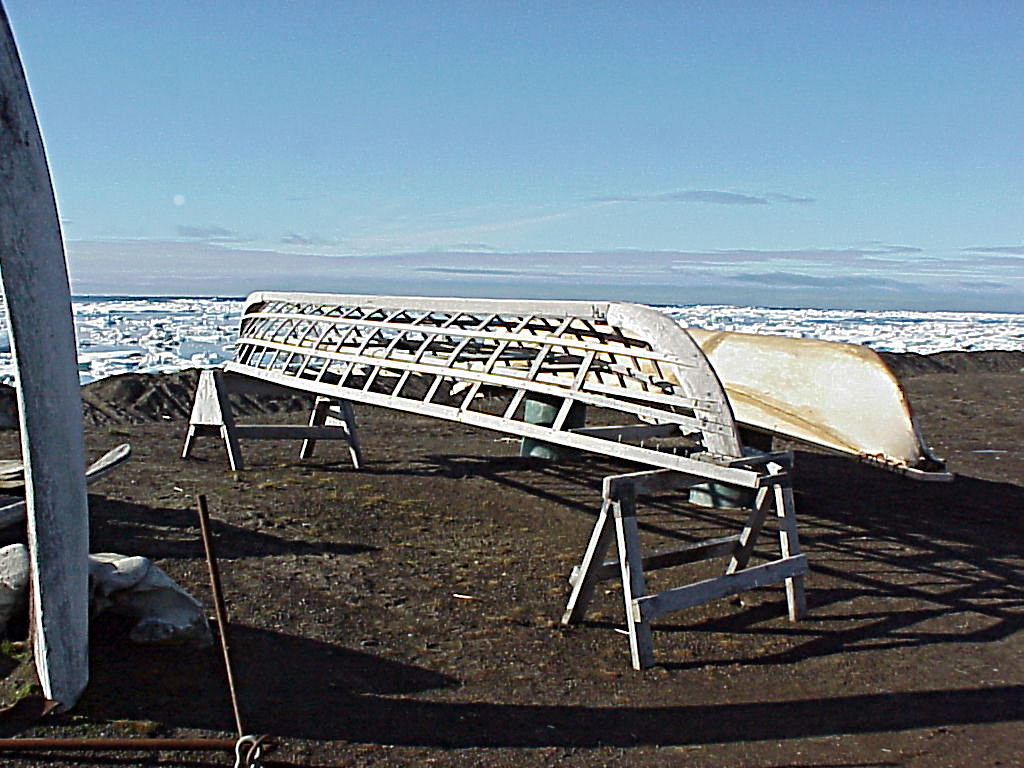
Armature d'un oumiak en bois.

Couvertures en peaux sur les embarcations.
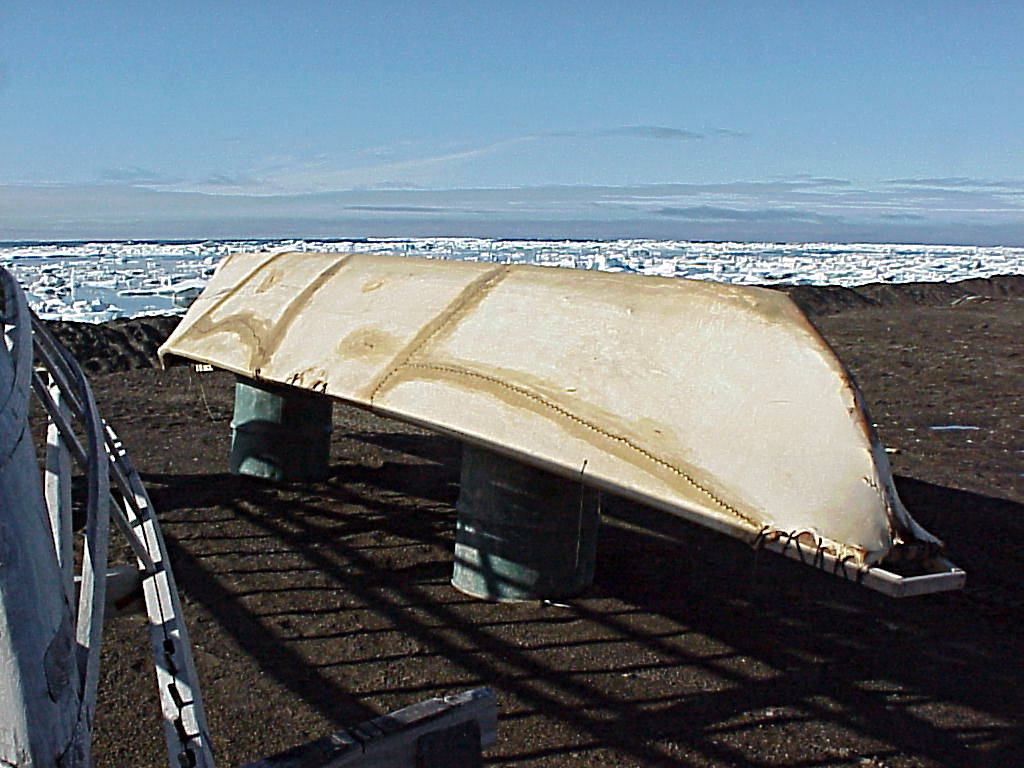
Peaux de phoque tendues sur l'armature d'un oumiak.
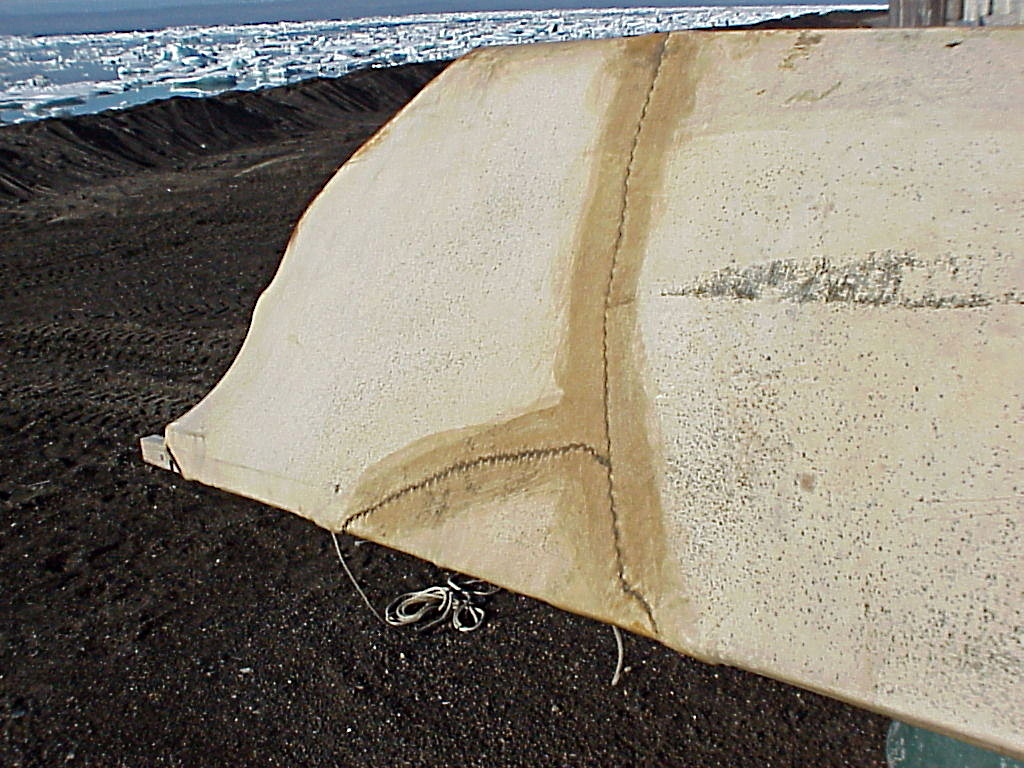
Détails de la couture des peaux de phoque couvrant l'armature.